# Lépj tovább!
A "Lépj tovább!" (Move On) a Született feleségek (Desperate Housewives) című amerikai filmsorozat tizenegyedik epizódja. Az Amerikai Egyesült Államokban először az ABC (American Broadcasting Company) adó sugározta 2005. január 9-én.

## Szereplők
- - Susan Mayer – Teri Hatcher
  - Lynette Scavo – Felicity Huffman
  - Bree Van De Kamp – Marcia Cross
  - Gabrielle Solis – Eva Longoria
  - Mary Alice Young – Brenda Strong
  - Mike Delfino – Jamie Denton
  - Edie Britt – Nicollette Sheridan
  - Paul Young – Mark Moses
  - Zach Young – Kody Cash
  - Carlos Solis – Richardo Antonio Chavira
  - Rex Van De Kamp – Steven Culp
  - Tom Scavo – Doug Savant
  - John Rowland – Jesse MetCalfe
  - Julie Mayer – Andrea Bowen
  - Martha Huber – Christine Estabrook
  - Preston Scavo – Brent Kinsman
  - Porter Scavo – Shane Kinsman
  - Juanita Solis (Solis Mama) – Lupe Ontiveros
  - Noah Taylor – Bob Gunton
  - Maisy Gibbons – Sharon Lawrence
  - Dr. Albert Goldfine – Sam Lloyd
  - Jordana Geist – Stacey Travis
  - Dr. Sicher – Gregg Daniel
  - Danielle Van De Kamp – Joy Lauren
  - Mrs. Truesdale – Shannon O'Hurley
  - Yao Lin – Lucille Soong
  - Ida Greenberg – Pat Crawford Brown
  - Jerry Shaw – Richard Roundtree
  - Dr. Chang – Freda Foh Shen
  - Crowley atya – Jeff Doucette
  - Clare    -

## Mary Alice epizódzáró monológja
- A narrátor, Mary Alice monológja az epizód végén így hangzik (a magyar változat alapján):

"Mindannyian keresünk valakit. Azt a különleges személyt, aki majd megadja azt, ami hiányzik az életünkből. Valakit, aki képes társaságot nyújtani. Vagy segítséget. Vagy biztonságot. És néha, ha nagyon keressük, megtaláljuk azt, aki képes mindhármat nyújtani. Igen, mindannyian keresünk valakit. És ha nem találjuk, csak remélhetjük, hogy ő talál meg minket. 

## Epizódcímek szerte a világban
- Angol: Move On (Lépj tovább!)
- Francia: Nous sommes deux sœurs cruelles (Kegyetlen nővérek vagyunk)
- Német: Die große Suche (A nagy keresés)
- Olasz: Muoviti  (Lépj tovább!)